# Ньюкирк, Той
Той Нью́кирк (англ. Toy Newkirk; 29 декабря 1972) — американская актриса

, продюсер, режиссёр и сценаристка.

## Биография
Той Ньюкирк родилась 29 декабря 1972 года в семье Реджинальда Ньюкирка. Получила первую актёрскую работу в возрасте пяти лет в Tide Commercial. Была фигуристкой до 13 лет, когда она отказалась от спорта в пользу актёрства.
Наиболее известна по роли в фильме ужасов 1988 года «Кошмар на улице Вязов 4: Мастер мечты» в роли Шилы Копеки. Снялась в нескольких телевизионных фильмах и стала гостями в различных телешоу, в том числе Diff'rent Strokes, 227, «Другой мир», «Коммиш» и «Живой сингл».
Она начала выступать в качестве продюсера в 2005 году с несколькими эпизодами «Girls Gastineau». С тех пор она выступала в качестве продюсера на нескольких других шоу.
В 2010 году Ньюкирк принял участие в документальном фильме Never Sleep Again: The Elm Street Legacy, в котором она рассказала о своих переживаниях во время съемок в «Кошмаре на улице Вязов 4: Мастер мечты».

## Избранная фильмография
| Год  |    | Русское название                        | Оригинальное название                         | Роль          |
| ---- | -- | --------------------------------------- | --------------------------------------------- | ------------- |
| 1988 | ф  | Кошмар на улице Вязов 4: Повелитель сна | A Nightmare on Elm Street 4: The Dream Master | Шила Копеки   |
| 1988 | с  | 227                                     | 227                                           | девушка № 1   |
| 1990 | с  | Другой мир                              | A Different World                             | Бианка        |
| 1995 | с  | Беверли-Хиллз, 90210                    | Beverly Hills 90210                           | Джилл         |
| 1997 | с  | Дни нашей жизни                         | Days of Our Lives                             |               |
| 2001 | ки | MechCommander 2                         | MechCommander 2                               | Комментатор 3 |